# Leopold Neubauer
Leopold Neubauer (* 15. Oktober 1889 in Wien; † 16. Februar 1960) war ein österreichischer Fußball-Nationalspieler.

## Karriere
Leopold Neubauer begann seine Karriere beim Wiener Sport-Club. Dort hatte der Stürmer mit Wilhelm Schmieger, Robert Merz und Alois Müller starke Partner im Angriff. Nachdem er sich mit dem Verein 1909 erst im Finale des Challenge-Cup Ferencváros geschlagen geben musste, konnte er sich 1911 bei der Revanche gegen die Budapester den Titel sichern. Nach einem guten Spiel für Wien gegen Berlin bei einem 4:0-Sieg gab Leopold Neubauer indes bereits am 1. November 1908 sein Debüt gegen Ungarn in der österreichischen Nationalmannschaft, wo er bald einen Stammplatz hatte.
In der erstmals in der Saison 1911/12 ausgetragenen Ligameisterschaft des ÖFV startete Leopold Neubauer als Vizemeister mit dem Sport-Club, als Saisonabschluss winkte die Teilnahme an den Olympischen Spielen 1912 in Stockholm. Österreich belegte den fünften Platz, Leopold Neubauer schoss im Achtelfinale beim 5:1-Sieg über Deutschland den zwischenzeitlichen Führungstreffer. Im anschließenden Trostturnier der ausgeschiedenen Teams belegte Österreich den zweiten Rang, Neubauer sorgte dabei im Viertelfinale durch das einzige Tor im Duell mit Norwegen für das österreichische Weiterkommen.
Nachdem im Jahr 1913 zwischen dem Nationalspieler und der Führung des Sport-Clubs persönliche Differenzen auftraten, wechselte Leopold Neubauer nach Hütteldorf zum WAF. Mit den Weinroten konnte er bereits in seiner ersten Saison 1913/14 österreichischer Meister werden. In der Spielzeit 1916/17 konnte er sogar der beste Torschütze der Liga werden, wie Edi Bauer von Rapid schoss er 21 Tore. Im selben Jahr bestritt Leopold Neubauer auch sein letztes Länderspiel am 26. Dezember 1917 in Zürich gegen die Schweiz, er verabschiedete sich mit einem Tor vom Team. Ausklingen ließ er seine Karriere wiederum beim Sport-Club, wo er in der Saison 1919/20 seine letzten Meisterschaftspartien bestritt.

## Erfolge
- 1 × Challenge-Cup-Sieger: 1911
- 1 × Challenge-Cup-Finalist: 1909
- 1 × Österreichischer Meister: 1914
- 2 × Österreichischer Vizemeister: 1912, 1915
- 1 × Österreichischer Torschützenkönig: 1917
- Teilnahme Olympische Spiele 1912: 5. Platz
- 18 Länderspiele und 6 Tore für die österreichische Fußballnationalmannschaft von 1908 bis 1917